# Municipio de Rock Creek (Dakota del Sur)
El municipio de Rock Creek (en inglés: Rock Creek Township) es un municipio ubicado en el condado de Miner en el estado estadounidense de Dakota del Sur. En el año 2010 tenía una población de 78 habitantes y una densidad poblacional de 0,84 personas por km².

## Geografía
El municipio de Rock Creek se encuentra ubicado en las coordenadas 43°53′44″N 97°40′19″O / 43.89556, -97.67194. Según la Oficina del Censo de los Estados Unidos, el municipio tiene una superficie total de 93.32 km², de la cual 92,75 km² corresponden a tierra firme y (0,61 %) 0,57 km² es agua.

## Demografía
Según el censo de 2010, había 78 personas residiendo en el municipio de Rock Creek. La densidad de población era de 0,84 hab./km². De los 78 habitantes, el municipio de Rock Creek estaba compuesto por el 100 % blancos. Del total de la población el 3,85 % eran hispanos o latinos de cualquier raza.